# Departamento de Intibucá
Intibucá es un departamento de Honduras. Su cabecera departamental es La Esperanza. El municipio más poblado es Intibucá, situado en la parte occidental del país también intibuca tiene una población de 70.092.

## Historia
La fecha de creación oficial del departamento fue el 16 de abril de 1883. La creación de este departamento obedeció a un informe que presentó en 1869 el gobernador político del departamento de Gracias (desde 1957)
llamado Lempira), José María Cacho, quien hizo ver la conveniencia de dividir este último por su vasta extensión, lo que constituía un obstáculo para su buen gobierno. 
El 7 de marzo de 1883 se emitió el Decreto n.º 10, en el que el círculo de La Esperanza solicitaba la creación de un nuevo departamento, en abril de ese mismo año se emitió el Decreto de creación del departamento de Intibucá, tomando parte también de La Paz.
En el 2006 Jesús Evelio Inestroza se hizo merecedor de una Mención de Honor del Premio de Estudios Históricos Rey Juan Carlos I que otorga la cooperación cultural española en Honduras por su investigación "Los pueblos antiguos del Valle de Otoro (una aproximación a la microhistoria)".

## Geografía

### Valles
Valle de Otoro de 30 km de largo por 8 km de ancho.

### Montañas
Sierra de Opalaca, tiene varias ramificaciones y entra al departamento de La Paz. Sierra de Montecillos, es una cadena de montañas, sirve de límite con el departamento de Comayagua, además están las montañas de Opatoro, Concepción, El Picacho, Goascotoro, El Granadino y otros más.

### Ríos
Río Mangua que pasa por La Esperanza; río San Juan; río Otoro, afluente del Ulúa, riega el valle de su nombre. Río Negro, que sirve de línea divisoria con el departamento de Lempira conocido con el nombre de Guarajambala; río Torola y río Gualcarque, que desemboca en el río Lempa.

## Límites
- Norte, departamento de Comayagua, Lempira y Santa Bárbara.
- Sur, República de El Salvador.
- Este, departamento de Comayagua y La Paz.
- Oeste, departamento de Lempira.

## Datos básicos
- Población: 265 006 habitantes
- Extensión: 3,123 km²
- Cabecera departamental: La Esperanza
- Aldeas: 104
- Caseríos: 910

## División administrativa

### Municipios de Intibucá
1. La Esperanza
2. Camasca
3. Colomoncagua
4. Concepción
5. Dolores
6. Intibucá
7. Jesús de Otoro
8. Magdalena
9. Masaguara
10. San Antonio
11. San Isidro
12. San Juan
13. San Marcos de la Sierra
14. San Miguel Guancapla
15. Santa Lucía
16. Yamaranguila
17. San Francisco de Opalaca

## Diputados
El departamento de Intibucá tiene una representación de 3 diputados en el Congreso Nacional de Honduras.
| Diputado       | Partido                |
| -------------- | ---------------------- |
| Nelson Márquez | Partido Nacional       |
| Rumy Bueso     | Partido Liberal        |
| Mario Portillo | Libertad y Refundación |

## Intibucanos destacados
- Gregorio Ferrera: militar y político.
- Rafael Manzanares Aguilar: profesor, folclorista, autor y compositor musical, fundador y director de la Oficina del Folklore Nacional de Honduras, fundador y director del Cuadro de Danzas Folclóricas Hondureñas.
- Rafael Pineda Ponce: político y educador, 5.º Presidente del Congreso Nacional de Honduras (1998-2002).
- Vicente Mejía Colindres: Presidente Constitucional de la República (1929-1933).
- Arturo Mejía Nieto: escritor y diplomático.
- Juan José Alvarado: abogado y jurista, 5° Consejero Encargado de Honduras y presidente provisional de la Asamblea Legislativa (1839).
- José Matías Hernández García: militar y veterano de guerra, declarado Héroe Nacional de la República de Honduras.
- Juan Francisco López: militar, Presidente Interino de Honduras en 1855, mediante Golpe de Estado y presidente por depósito en 1867.
- Enrique Lozano Campos: científico y escritor.
- Víctor Manuel Ramos: poeta.
- Vicente Tosta Carrasco: Presidente de la República (1924-1925).
- Berta Cáceres: ambientalista y líder indígena lenca, recibió el Premio Medioambiental Goldman, el máximo reconocimiento mundial para activistas de medio ambiente.
- Gualberto Cantarero Palacios: escritor, historiador, diputado constitucionalista (1923-1948), autor de la explicación y argumento oficial del Himno Nacional de Honduras y gobernador político (1950-1954).